# Marin Buneta
Marin Buneta, hrvatski reprezentativni rukometaš
Igrač Kozale.
S mladom reprezentacijom 2013. osvojio je srebro na svjetskom prvenstvu.